# 日精 (企業)
日精株式会社（にっせい）は、東京都に本社を置く、機械式駐車設備、凍結乾燥機などを提供する企業。地下式駐車場の国内シェア首位級。

## 歴史
- 1953年12月 - 日精株式会社を設立（資本金300万円）

- 1962年
  - 4月 - クルップ社（ドイツ）から機械式駐車設備の国内総代理権を取得
  - 6月 - 母体となった久原商事株式会社を吸収合併するとともに、株式会社日立製作所、日本鉱業株式会社（現・ENEOSホールディングス）、日立造船株式会社（現・カナデビア）等の資本参加を得て、資本金3,000万円となる
- 1966年3月 - 凍結乾燥機およびその関連設備製造を事業目的とした子会社・共和真空技術株式会社を設立
- 1967年7月 - 建設業者建設大臣登録
- 1973年6月 - 日精株式会社一級建築士事務所開設
- 1974年2月 - 電子計算機のソフトウェア専門子会社として株式会社日精ソフトウェアセンター（現・ニッセイコム）を設立
- 1985年12月 - 機械式駐車設備の保守を事業目的とした子会社・日精エンジニアリング株式会社を設立
- 1991年6月 - 資本金4億5,000万円に増資
- 1993年4月 - 機械式駐車設備の福島工場開設
- 2000年2月 - ISO9001認証取得（機械式駐車設備部門取得）
- 2003年12月 - 創立50周年
- 2004年4月 - ISO14001認証取得（商品事業本部取得）
- 2006年6月 - 株式会社大一の全株式を取得し、完全子会社とした
- 2007年3月 - ISO9001認証取得（物資部・福岡営業所取得）
- 2013年
  - 6月 - 東南アジア地域における産業用機械、物資・化成品の販売を事業目的とした子会社「THAI NISSEI Co.,Ltd.」を設立
  - 12月 - 創立60周年

## 納入実績
東京スカイツリー、新宿東宝ビル、GINZA　KABUKIZA、経団連会館、東京証券取引所、資生堂銀座ビル、広島トランヴェールビルディング他

## 関連会社
- 共和真空技術（子会社）
- ニッセイコム（子会社）
- エヌシィ情報機器（子会社）
- 日精エンジニアリング（子会社）